# Koul
Koul ist eine Gemeinde (französisch commune) im Département Tivaouane der Region Thiès, gelegen im zentralen Westen Senegals. Sie besteht aus dem namensgebenden Hauptort (französisch chef-lieu) sowie weiteren Dörfern (villages) und Weilern (hameaux).

## Geographische Lage
Koul liegt im Erdnussbecken Senegals, 24 Kilometer nordöstlich der Départementspräfektur Tivaouane und  98 Kilometer nordöstlich von Dakar. Das Gemeindegebiet hat eine Fläche von 218,90 km². Benachbarte Kommunen sind im Uhrzeigersinn Mérina Dakhar im Osten, Baba Garage und Keur Samba Kane im Süden, Pire Goureye und Méouane im Westen und im Norden Mékhé.

## Geschichte
Das Dorf Koul war seit 1976 Hauptort einer Landgemeinde (communauté rurale) und erhielt 2014, wie in Senegal alle communautés rurales, den landesweit einheitlichen Status einer Gemeinde (commune).

## Bevölkerung
Die letzten Volkszählungen ergaben jeweils folgende Einwohnerzahlen:
| Jahr | Einwohner |
| ---- | --------- |
| 2002 | 19.732    |
| 2013 | 26.875    |
| 2023 | 32.003    |

## Verkehr
Koul wird von dem Fernstraßennetz Senegals insofern erschlossen, als das Gemeindegebiet in dem spitzen Winkel zwischen den Nationalstraßen N 2 und N 9 liegt, die sich in der nördlich benachbarten Stadt Mékhé treffen. Während die Ortschaften im Straßenverlauf mithin verkehrsgünstig liegen, ist der Hauptort aus Richtung Mékhé nur über eine vier Kilometer lange Staubpiste erreichbar.